# Jesús a la cort de Pilat

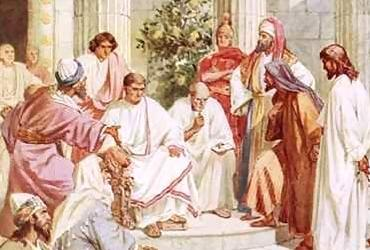
Jesús i Pilat de William Hole

Jesús a la cort de Pilat fa referència, segons els evangelis canònics, al judici de Jesús a la torre del pretori davant de Ponç Pilat, precedida pel procés de Sanedrí. En l'Evangeli de Lluc, Pilat troba que Jesús, essent de Galilea, pertany a la jurisdicció d'Herodes Antipes, i així decideix enviar Jesús a la cort d'Herodes. Després d'interrogar Jesús i rebre molt poques respostes, Herodes no hi veu cap amenaça, i el retorna a Pilat. Els jueus temen contaminar-se i per aquesta causa no entren a la cort, per tant la discussió amb Pilat es desenvolupa fora del pretori.
S'evidencia el fet que Pilat actua com un advocat que suplica el cas de Jesús en lloc de jutjar-lo en una audiència oficial. A l'Evangeli de Joan (18: 28-19: 13), el moviment d'anada i tornada de Pilat des del pretori cap al pati exterior, indica la seva "posició insegura".

## Lloc del pretori
Hi ha dos possibles llocs a Jerusalem del pretori: la fortalesa Antònia i el palau d'Herodes. Els primers pelegrins a Jerusalem generalment identificaven el pretori amb la fortalesa Antònia, on el Via Crucis comença. L'evidència arqueològica, de la fortalesa del segle ii, així com la tensa situació que requereix Pilat per ser a prop del Segon Temple, centre de Péssah, dona suport a la ubicació del palau d'Herodes.
L'Evangeli segons Marc utilitza la paraula aulē ("sala", "palau") per identificar el pretori. A fora del pretori hi havia un lloc proper anomenat l'Empedrat (Hebreu: Gàbata). Era el lloc on estava ubicat el seient de Pilat durant el judici (Grec: bēma:). Era el lloc de conversa amb els jueus.

## Narrativa de l'evangeli
Les càrregues del Sanedrí contra Jesús no tenien cap poder abans de Pilat pel fet que les religions professades pels jueus (Judaisme del Segon Temple) i pels romans (Religió a l'antiga Roma) eren diferents, i el fet que Jerusalem formava part de la Judea romana en aquells moments. Dels tres càrrecs dels líders jueus (pervertir la nació, prohibir el pagament de tributs i sedició contra l'Imperi Romà), Pilat escollí el tercer, i preguntà: “Ets el Rei dels jueus?”. Jesús respongué amb "Ja ho heu dit". ［Mt. 27:11］ ［Mk. 15:2］ ［Lk. 23:3］. Llavors, l'audiència continuà, ［Jn. 18:33-38］ i Pilat finalment preguntà a Jesús "Què és la veritat?". Després de comprovar que Jesús no volia reclamar cap regne terrestre, es va considerar que no era una amenaça política i que era innocent d'aquell càrrec. ［Jn. 18:36］
Pilat va fer un pas enrere cap a l'exterior i, públicament declarà que no trobava cap base al càrrec Jesús, i els preguntà si volien alliberar-lo, cosa que van declinar. Van preferir la llibertat de Barrabàs. Això significà la pena capital per Jesús. La regla universal de l'Imperi Romà era que la pena capital la limitava estrictament el tribunal del governador Romà i Pilat va decidir públicament rentar-se'n les mans, era una manera de dir que no se sentia responsable de la mort de Jesús. Tanmateix, atès que només l'autoritat romana podia ordenar la Crucifixió i el fet que la pena fos duta a terme per soldats romans, es considera que Pilat fou responsable de la mort de Jesús, un judici que Reynolds Price descriu com una diplomàcia hàbil.